# Pseudofluorowce
Pseudofluorowce (pseudohalogeny) – grupa nieorganicznych związków chemicznych o wzorze ogólnym Ps−Ps lub Ps−X, które swoimi właściwościami przypominają fluorowce X2. Należą do nich m.in. cyjan (CN)2, tiocyjan (SCN)2, selenocyjan (SeCN)2 i bromocyjan BrCN.
Tworzą one szereg jednowartościowych jonów pseudohalogenkowych, np. cyjankowy CN−, cyjanianowy OCN−, izocyjanianowy ONC−, tiocyjanianowy SCN−, selenocyjanianowy SeCN−, tellurocyjanianowy TeCN− i azydkowy N3−. Związki zawierające te jony lub odpowiadające im grupy funkcyjne nazywane są pseudohalogenkami.